# Texas Rim Rockers
I Texas Rim Rockers sono stati una franchigia di pallacanestro della USBL, con sede a Fort Worth nel Texas, attivi nel 2003.
Disputarono la stagione USBL 2003, che terminarono con un record di 2-28, non qualificandosi per i play-off.

## Stagioni
| Stagione | Lega | Denominazione     | V | P  | %   | Piazzamento | Play-off |
| -------- | ---- | ----------------- | - | -- | --- | ----------- | -------- |
| 2003     | USBL | Texas Rim Rockers | 2 | 28 | 6,7 | 4º          | -        |